# イオンタウン周南久米
イオンタウン周南久米（イオンタウンしゅうなんくめ）は、山口県周南市にあるショッピングセンター。

## 概要
2014年（平成26年）3月に開通した市道櫛浜久米線沿いに位置し、すぐ北には山陽自動車道徳山東ICがある。当初より2期に分けてのオープン計画となっており、2016年（平成28年）11月23日に1期オープン。2017年（平成29年）4月29日に2期オープン（グランドオープン）した。
本施設の開業に先立ち、旧徳山市域では2016年（平成28年）9月にゆめタウン徳山が開業している。郊外型SCの出店が相次ぐ形となったことについて、周南市は「市の商業振興の観点からみれば、大きなプラス効果がある」と評価している。
なお、イオンタウン周南は一部を天井で覆うオープンエアモールとして設計されたが、本施設はオープンモールとして建設された。

## 沿革
- 2016年（平成28年）11月23日 - 1期オープン[広報 2]。
- 2017年（平成29年）4月29日 - 2期オープン（グランドオープン）。[注 1]

## 交通アクセス

### 鉄道
- JR櫛ケ浜駅から徒歩約25分

### バス
- 防長交通「イオンタウン周南久米」バス停下車

### 自家用車
- 山陽自動車道徳山東ICから櫛浜方面に進んですぐ